# Science administrative
 (mai 2024).
La science administrative est l'étude de la société quant à son aspect administratif.
La science administrative, la théorie politique - ou philosophie politique - , les relations internationales et la sociologie politique sont considérées comme les différentes branches de la science politique.
La science administrative peut aussi être considérée comme les sciences sociales appliquées à l'administration, l'histoire de l'administration, la sociologie administrative, le droit administratif, l'administration comparée, et même l'économie publique. Elle procède souvent, à l'instar de la sociologie des organisations, d'analyses institutionnelles, organisations, du discours - administratif - et des politiques publiques.